# Despotović (Familienname)
Despotović ist ein Familienname serbischer Herkunft, der im 14. Jahrhundert entstand und heute durch serbische und kroatische Auswanderer in Europa und Übersee verbreitet ist. Der Familienname leitet sich von dem griechischen Wort Despotes ab, im Jugoslawischen ist Despot auch ein Gerichtstitel.

## Bedeutung und Entstehung
Der Nachname Despotović erscheint in schriftlichen Quellen seit dem  13. Jahrhundert in dem Gebiet Vasojević-Pastrović. Auch vermerkt ist er in den Kirchenbüchern der Pfarrei Svete Trojice in Belgrad (Pljevlja). Despot war eine Familie orthodoxen Glaubens, die später als Doppelnamenträger Despot-Despotović registriert wurden. Nach 1497 stieg der Anteil der Namensträger in der westlichen Herzegowina und Mučko im kroatischen Teil Dalmatiens an. In Grundbüchern und örtlichen Kirchenbüchern des 16. Jahrhunderts in Zaostrog wurden 6 neue Familien in der Einwohnerliste verzeichnet. Diese waren Despot-Despotović (1607), Sladojević (1611–1612), Jugović (1613), Stipanović, Andrijašević, Pavlić (1624) und Klarić (1644). 
Aus einem kirchlichen Dokument geht hervor, dass die Familie von Luka Despot-Despotović, der dem kroatischen Franziskanerkloster Zaostrog und der Kirche gedient hat, von allen türkischen Steuern freigesprochen ist. 
Im Jahr 1679 folgen weitere Einträge in Kirchenbüchern:
1. 1679: Taufe von Luka Despot-Despotović, der Sohn von Mark und Ana, Taufzeuge war Lukas Vlastelica
2. 1680: Jura Despotović, Sohn von Simon und Margarita
3. Im selben Jahr war Nikola Despotović bei der Taufe von Andrija, dem Sohn von Luka und Margarita
4. 1683: Getauft wurde Petrić Despotović, Tochter von Jurina und Margarita
5. 1684: Getauft wurde Šime Despotović, Sohn von Jurin und Margarita, Taufpate war Andrija Rozgić
6. 1684: Stanislav Despotović Sponsor bei der Taufe von Stanislav Gospić, Tochter Franine und Katina.

Despotović ist einer der häufigsten Nachnamen im venezianischen Grundbuch des Jahres 1711 von Ogorje.

## Verbreitung
Den Namen Despotović tragen hauptsächlich Kroaten  aus der Umgebung von Sinj, Split und Zastrog sowie Serben aus der Gegend um Slavonski Brod. Am meisten verbreitet ist der Familienname in Krusvar in der Nähe von Sinj, wo jeder 30. Bewohner Despotović heißt. In Kroatien gibt es heute etwa 400 Personen mit Namen Despotović in mehr als 130 Haushalten und
über 900 in Serbien und Montenegro. 

## Varianten
Despot, Despotović, Despot-Despotović, Despotes, Despotov, Despotovski, Despa, Despina, Despotušić, Despotić, Despotuša, Despodić, Despota

## Namensträger
- Aleksa Despotović (* 1991), serbischer Eishockeyspieler
- Božo Despotović (* 1952), Wissenschaftler
- Đorđe Despotović (* 1992), serbischer Fußballspieler
- Ivan Despotović (1693–?), Schriftsteller
- Jelena Despotović (* 1994), montenegrinische Handballspielerin
- Ladislav Despotović (1654–?), Philosoph
- Radoslav Despotović (* 1933), Physiker und Chemiker
- Ranko Despotović (* 1983), serbischer Fußballspieler